# الفرقة الجبلية فافن الثالثة عشر إس إس هاندشار
الفرقة الجبلية فافن الثالثة عشر إس إس هاندشار (الكرواتية الأولى) فرقة مشاة جبلية تابعة لفافن إس إس، وهو الجناح العسكري للحزب النازي وهو جزء غير رسمي من الفيرماخت خلال الحرب العالمية الثانية. قامت الفرقة من مارس إلى ديسمبر 1944 حملة لالتمرد ضد قوات المقاومة الحزبية اليوغوسلافية التي يقودها الشيوعيون في دولة كرواتيا المستقلة، وهي دولة دمية فاشية في ألمانيا تضم كل كرواتيا الحديثة تقريبًا، وكل البوسنة الحديثة والهرسك وكذلك أجزاء من صربيا. أعطيت لقب هاندشار أي خنجر الذي كان يحمله رجال الشرطة العثمانية خلال القرون التي كانت المنطقة فيها جزءًا من الإمبراطورية العثمانية. كانت أول فرقة غير تابعة لألمانيا، وشكل تشكيلها توسع لفافن إس إس لتصبح قوة عسكرية متعددة الأعراق. تتألف من مسلمي البوسنة (البوشناق العرقي) مع بعض الكاثوليك الكروات من الجنود ومعظمهم من الألمان واليوغوسلافيين الألمان (العرقي الألمانية) ضباط وضباط الصف، وجلفو يمين الولاء لكلا من أدولف هتلر والزعيم الكرواتي انتيبفلتش.
قاتلت الفرقة لفترة وجيزة في منطقة سيرميا شمال نهر سافا قبل العبور إلى شمال شرق البوسنة. بعد عبور سافا، وإنشاء المعين «منطقة أمنية» في شمال شرق البوسنة بين سافا، البوسنة، درينا وانهار Spreča. كما قاتلت خارج المنطقة الأمنية في عدة مناسبات، واكتسبت سمعة بالوحشية، ليس فقط أثناء العمليات القتالية، ولكن أيضًا من خلال الأعمال الوحشية المرتكبة ضد المدنيين الصرب واليهود. في أواخر عام 1944، تم نقل أجزاء من الفرقة لفترة قصيرة إلى منطقة زغرب، حيث بدأ الأعضاء غير الألمان بالقدوم إلى الصحراء بأعداد كبيرة. على مدار شتاء 1944-1945، تم إرساله إلى منطقة Baranja حيث قاتل الجيش الأحمر والبلغاريين في جميع أنحاء جنوب المجر، وتراجع عبر سلسلة من الخطوط الدفاعية حتى كانوا داخل حدود الرايخ. غادر معظم المسلمين البوسنيين الباقين في هذه المرحلة وحاولوا العودة إلى البوسنة. تراجعت البقية إلى الغرب، على أمل الاستسلام للحلفاء الغربيين. أصبح معظم الأعضاء الباقين أسرى لدى الجيش البريطاني. وبعد ذلك، تم تسليم 38 ضابطًا إلى يوغوسلافيا لمواجهة تهم جنائية، وتم إعدام 10. قاتل المئات من أعضاء الفرقة السابقين في حرب التطهير العرقي لفلسطين 1947–48 والحرب العربية الإسرائيلية عام 1948.

## خلفية
فرقة هاندشار هي فرقة عسكرية مسلمة ضمن نخبة القوات الخاصة الألمانية فافن إس إس وهي جزء من 3 فرق مسلمة من وحدات فافن إس إسمع الفرقة الجبلية إس إس 23 والفرقة 21 Skanderberg. تكونت لفرق التلاث بالأساس من مسلمي البوسنة خاصة المجندين في صفوف المليشيات الذاتية الإسلامية بإتفاق مع الدولة المستقلة لكرواتيا التي كانت البوسنة وهيرزغوفين جزئ منها. البدلة الخاصة للقوات المسلمة كانت تحمل شعار الفأس مع جمجمة الموت وهي شعار الفافن إس إس وعلى القمصان شعار السيف مع الصليب المعقوف.
كانت فرقة هاندشار مؤطرة عبر مجموعة من الأئمة وكانوا يؤدون صلاواتهم بانتظام. ابتداءا من سنة 1943 أقترح هيملر على ادولف هتلر بضرورة تكوين فرقة مسلمة بوسنية مع إتفاق مع إمام القدس الشريف الحاج أمين الحسيني، وهكذا في 10 فبراير 1943 أعطى هتلر موافقته بضم وتكوين الفرقة الأولى هاندشار ضمن صفوف القوات الخاصة الألمانية فافن إس إس. قام هيملر بتكليف وحدة SS Gruppenführer والتي كان يترأسها Artur Phelps وهو قائد وحدة Prinz Eugen بتجنيد المتطوعين المسلمين في صفوف قوا الأمن الخاصة وأطلق عليها اسم SS-Ustasha أو الفرقة الكرواتية وكانت تضم 10,000 مقاتل متطوع. تراس الفرقة الجبلية الجنرال Herbert von obwurzer من وحدة SS-standartenfuher وقام هيملر شخصيا بمنع لحوم الخنازير في طعام المسلمين وكذالك الخمر احتراما للدين الإسلامي. في أكتوبر 1944 دخلت القوات السوفياتية يوغسلافيا ومع إتفاق مع المرشال تيتو تم العفو عن كل افراد وحدة الجبال هاندشار وضمهم لصفوف القوات المسلحة لجمهورية يوغوسلافيا سابقا.

## تجنيد
في 18 فبراير 1943، سافر Phleps إلى زغرب لبدء مفاوضات رسمية مع حكومة دولة كرواتيا المستقلة. واجتمع مع مبعوث وزارة الخارجية الألمانية سيغفريد كاش ووزير خارجية دولة كرواتيا المستقلة الدكتور ملادين لوركوفيتش الذي مثل بافيليتش. قبل بافيليتش على دعم الفرقة، ولكن كانلدى إس إس وحكومة دولة كرواتيا المستقلة افكار مختلفة جدا عن الكيفية التي سيتم بها التجنيد والسيطرة على الفرقة. اقترح Lorković أن يتم تسميته باسم فرقة أستا إس إس وهي وحدة كرواتية أُنشئت بمساعدة الإس إس، بأسماء فكرية جغرافية مألوفة مثل بوسنة وKrajina وUna. وهذا يعكس المخاوف المشتركة بين بافيليتش وكاشي من أن الانقسام الإسلامي الحصري قد يساعد في محاولة إسلامية للاستقلال. كحل وسط، أدرجت كلمة «الكرواتية» في العنوان الرسمي وتم تجنيد الضباط الكروات الكاثوليك.  ساد هيملر وفيليبس إلى حد كبير وأنشأ الفرقة كما رآهما مناسبين، تاركين دولة كرواتيا المستقلة غير راضين عن النتيجة، خاصة فيما يتعلق بتكوينها العرقي. 

### مفتي القدس
في آذار/مارس - نيسان/أبريل 1943، طلب كل من هيملر ومجموعة من القادة المسلمين في دولة كرواتيا المستقلة من مفتي القدس، الحاج أمين الحسيني، المقيم في برلين آنذاك، المساعدة في تنظيم وتجنيد المسلمين في فافن إس إس والوحدات الأخرى. اصطحبه فون كريملر، الذي كان يتحدث التركية.   الفترة من 30 مارس إلى 10 أبريل، زار المفتي زغرب وسراييفو وبانيا لوكا للقاء كبار القادة المسلمين وودعم الفرقة الجديدة.  كما هدفت زيارة المفتي لمباركة الفرقة وتفقدها.  أصر المفتي على أن «المهمة الأكثر أهمية لهذه الفرقة يجب أن تكون حماية الوطن وأسر [المتطوعين البوسنيين]؛ ويجب ألا يُسمح للفرقة بمغادرة البوسنة» ، لكن الألمان لم يولوا ذلك أي اهتمام. 

### تجنيد الكاثوليك الكروات
على الرغم من دعم الحسيني، فإن تجنيد المسلمين في الفرقة كان أقل بكثير من العدد المطلوب. سمح هيملر بعد ذلك بعنصر مسيحي بنسبة 10 في المائة، لكن فكرة تجنيد عدد كاف من المسلمين استمر في إثبات أنه أمر صعب المنال، مما أدى إلى تجنيد 2800 من الكروات الكاثوليك في الفرقة. مما أثار استياء هيملر، أن هذا كان أكبر من نسبة الكاثوليك إلى المسلمين الذين أرادهم. 
كان حسين بيشوفيتش (حسين بيشوفيتش أو بيشوفيتش بيغ، من مواليد 28 يوليو 1884) هو أعلى رتبة (وربما أقدم) ضابط عسكري بوسني يتطوع. كان بيشوفيتش قد خدم في الجيش الهنغاري النمساوي وفي أغسطس 1943 تم تعيينه برتية SS-Obersturmbannführer  لقيادة الكتيبة المضادة للطائرات في الفرقة. في النهاية، تم الحكم عليه بأنه غير مناسب، وتم استبداله بألماني قبل بدء القتال. 

## التكوين
تختلف المصادر فيما يتعلق بالتكوين الأولي للفرقة. يذكر Pavlowitch أن ستين في المئة من عناصرها كانو مسلمين والباقون يوغوسلافيين <i id="mwAQo">Volksdeutsche</i> حيث شكل غالبيتم الضباط وضباط الصف.  يذكر توماسيفيتش أنه تم تشكيله من 23200 مسلم و 2800 كرواتي، معظمهم من الضباط الألمان. ويذكر كذلك أنه كان أكبر فرق إس إس مسلمة تضم 26000 رجل.  يشير ليبر إلى أن القوة المقررة للفرقة قد تقلصت من 26000 إلى 21000،  ويذكر كوهين أن الفرقة قد حققت أقصى قوة قدرها 17000 في أبريل 1944.  وكان للفرقة إمام مسلم لكل كتيبة.  لمدة ستة أشهر، ضمت الفرقة حوالي 1000 من أصل ألباني من كوسوفو ومنطقة سانجاك الذين شكلوا الكتيبة الأولى من الفوج الثاني، والتي أصبحت فيما بعد الكتيبة الأولى من الفوج الثامن والعشرين (الأول/28).  

## الحواشي
1. 1 2 3  Tomasevich 2001.
2. 1 2 3 4 5 6 7 8  Lepre 1997.
3. 1 2  Hoare 2013.
4. ↑  Cymet 2012.
5. ↑  Stein 1984، صفحة 295.
6. ↑  Equivalent to a U.S. Army lieutenant colonel[5]
7. ↑  Pavlowitch 2007.
8. ↑  Cohen 1996.